# ジョゼフ・ドゥニケール

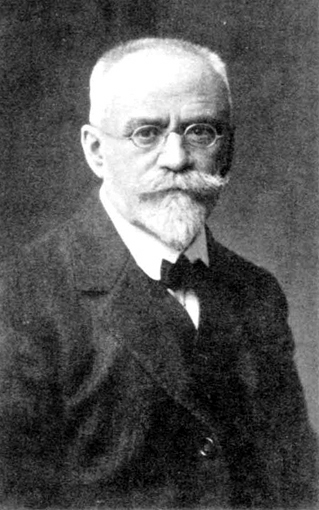
Joseph Deniker

ジョゼフ・ドゥニケール（Joseph Deniker、1852年3月6日 - 1918年3月18日）はロシア生まれのフランスの博物学者、人類学者である。ヨーロッパの詳細な人種地図を作成したことで知られる。

## 人物
ロシア南部のアストラハンにフランス人の両親のもとに生まれた。サンクトペテルブルクの大学、工科研究所で学び、エンジニアとなった。コーカサスの石油地域や中部ヨーロッパ、イタリア、ダルマチアを旅した。フランスに移住して、ソルボンヌ大学で学び、1886年に自然科学の学位を得て、1888年にパリ自然史博物館の司書主任に就任した。『世界地理事典』（Dictionnaire de geographie universelle）の執筆者の一人で、人類学や動物学の学術雑誌に多くの論文を寄稿した。1904年にイギリスの王立人類学研究所に招かれ、トーマス・ハックスリー記念賞（講師職）を受けた。

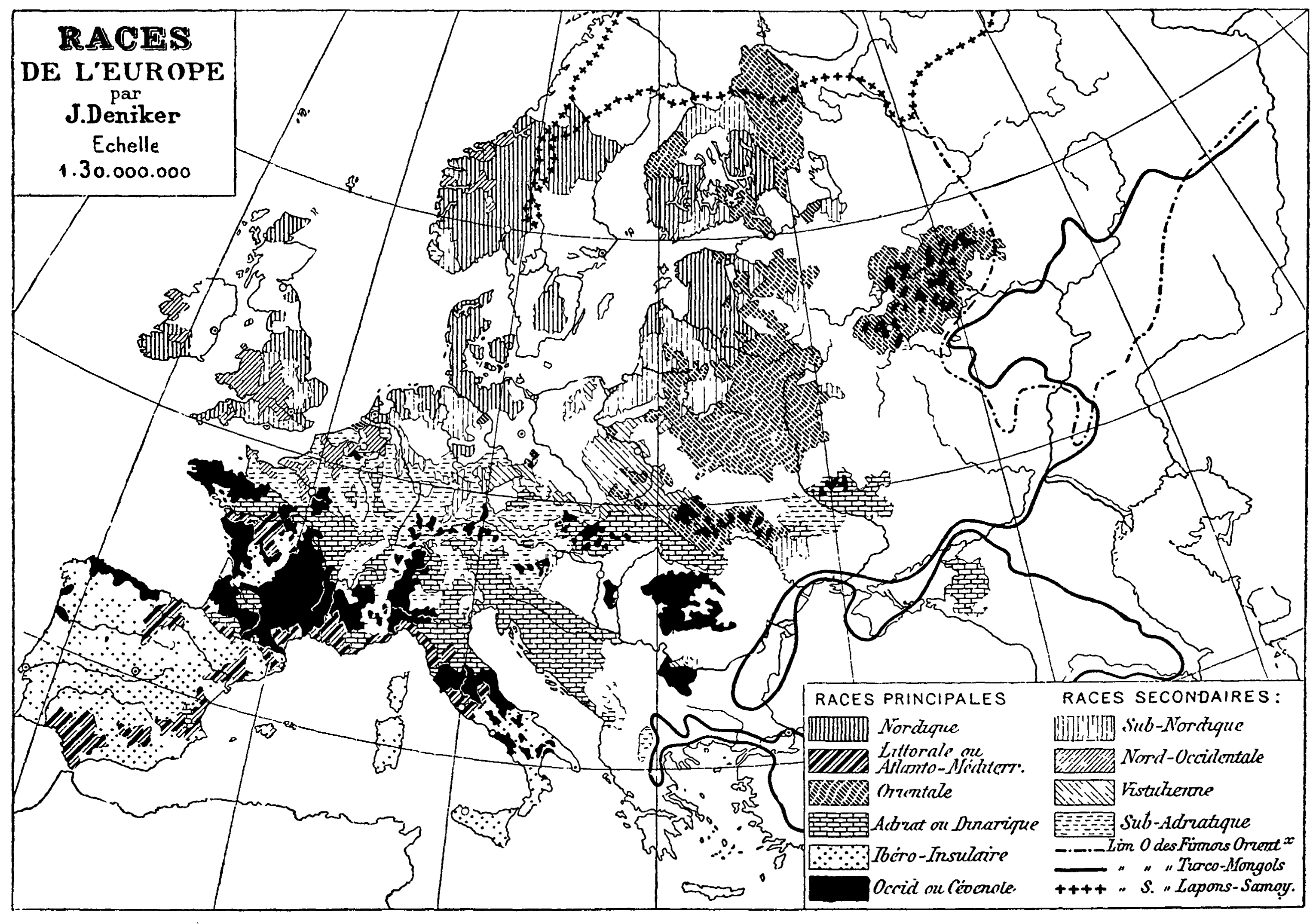
ドゥニケールの "Races de l'Europe" （1899年）のヨーロッパの人種地図

人類学のドゥニケールの主著は『地球の人種と民族』（"Les races et les peuples de la terre"）である。ドゥニケールの作成したヨーロッパの人種地図は20以上に上る人種に分類したもので、当時多くの研究に引用された。ヨーロッパにおける主要な人種が何種類あるかについて、ウィリアム・Z・リプレー（William Z. Ripley）らと論争した。ドゥニケールの人種の分類では、ヨーロッパの主要な人種を「北方人種」、「地中海人種」、「Oriental」、「ディナール人種」、「イベリア人種」、「アルプス人種」（Nordic、Littoral、Oriental、Adriatic 、Ibero-Insular、Occidental)に分けることを提案した。さらにサブタイプとして、Sub-Nordic、North-Occidental、Vistulian、Sub-Adriaticを提案した。
同時代の人種を論じた人類学者にはカール・ペンカ（Karl Penka）がおり、またドゥニケールの人種分類は、ナチスお抱えの人種学者、	ハンス・ギュンターに影響を与えたとされる。

## 著作
- Recherches anatomiques et embryologiques sur les singes anthropoides (1886)
- Etude sur les Kalmouks (1883)
- Les Ghiliaks (1883)
- Les races et les peuples de la terre (1900)